# زیردریایی اشچا-۲۱۴
زیردریایی اشچا-۲۱۴ (به انگلیسی: Soviet submarine ShCh-214) یک زیردریایی بود که طول آن ۵۷٫۰۰ متر (۱۸۷٫۰۱ فوت) بود. این زیردریایی در سال ۱۹۳۷ ساخته شد.